# Gerd Hardach
Gerd Hardach (* 29. September 1941 in Essen; † 11. September 2022 in Berlin) war ein deutscher Sozial- und Wirtschaftshistoriker.

## Leben
Gerd Hardach war ein Sohn des Betriebswirts Fritz Wilhelm Hardach, der 1941 in die Friedrich Krupp AG eintrat, 1945 zum Mitglied des Direktoriums bestellt wurde und von 1953 bis 1963 Mitglied des Vorstands der Hütten- und Bergwerke Rheinhausen AG im Krupp-Konzern war. Er absolvierte ein Studium der Sozial- und Wirtschaftswissenschaften an der Westfälischen Wilhelms-Universität Münster, an der École des hautes études en sciences sociales in Paris und an der Freien Universität Berlin. 1965 schloss er mit Diplom ab, 1968 wurde er promoviert. Danach war er Assistent für Volkswirtschaftslehre an der Technischen Universität Berlin und an der Universität Regensburg. 1972 bis 2006 war er Professor für Sozial- und Wirtschaftsgeschichte an der Philipps-Universität Marburg, 1982 bis 1984 Gastprofessor an der Universität Tokio und 1997 bis 1998 an der Freien Universität Berlin.
Hardach war mit der Soziologin und Literaturhistorikerin Irene Hardach-Pinke verheiratet und hatte drei Kinder.

## Schriften (Auswahl)
- Gegenwartsgeschichte der deutschen Wirtschaft. 1945–2020. De Gruyter Oldenbourg, Berlin 2022, ISBN 978-3-11-076621-9, doi:10.1515/9783110772746.
- Parallele Leben: Mathilde Scheinberger und Karl Hofer. Hentrich & Hentrich, Berlin 2016, ISBN 978-3-95565-167-1.
- Wettbewerbspolitik in der Sozialen Marktwirtschaft. In: Werner Abelshauser (Hrsg.): Das Bundeswirtschaftsministerium in der Ära der Sozialen Marktwirtschaft. Wirtschaftspolitik in Deutschland 1917–1990. Band 4, Berlin 2016, S. 193–262.
- Die finanzielle Mobilmachung in Deutschland 1914–1918. In: Jahrbuch für Wirtschaftsgeschichte. 2015, Heft 2, S. 359–388.
- Der Deutsche Industrie- und Handelskammertag 1861–2011. Der Spitzenverband der Industrie- und Handelskammern im Wandel der Zeit. DIHK, Berlin 2011, ISBN 978-3-933150-87-5.
- Kontinuität und Wandel. Hessens Wirtschaft seit 1945. Hessisches Wirtschaftsarchiv, Darmstadt 2007, ISBN 978-3-9804506-8-3.
- Der Generationenvertrag. Lebenslauf und Lebenseinkommen in Deutschland in zwei Jahrhunderten. Duncker & Humblot, Berlin 2006, ISBN 978-3-428-11915-8.
- Der Marshall-Plan. Auslandshilfe und Wiederaufbau in Westdeutschland 1948–1952. dtv, München 1994, ISBN 978-3-423-04636-7.
- König Kopra. Die Marianen unter deutscher Herrschaft 1899–1914. Steiner, Stuttgart 1990, ISBN 978-3-515-05762-2.
- mit Jürgen Schilling: Das Buch vom Markt. Eine Wirtschafts- und Kulturgeschichte. Bucher, Luzern 1980, ISBN 978-3-7658-0307-9.
- mit Irene Hardach-Pinke: Deutsche Kindheiten. Autobiographische Zeugnisse 1700–1900. Athenäum, Kronberg 1978, ISBN 978-3-7610-8015-3.
- Weltmarktorientierung und relative Stagnation. Währungspolitik in Deutschland 1924–1931. Duncker und Humblot, Berlin 1976, ISBN 978-3-428-03675-2.
- mit Dieter Karras: Sozialistische Wirtschaftstheorie. Wissenschaftliche Buchgesellschaft, Darmstadt 1975, ISBN 978-3-534-05516-6.
- Der Erste Weltkrieg. dtv, München 1973, ISBN 978-3-423-04122-5.
- Der soziale Status des Arbeiters in der Frühindustrialisierung. Eine Untersuchung über die Arbeitnehmer in der französischen eisenschaffenden Industrie zwischen 1800 und 1870. Duncker u. Humblot, Berlin 1969.